# Tour du Finistère 2019
La 34e édition du Tour du Finistère a lieu le 20 avril 2019. La course fait partie du calendrier UCI Europe Tour 2019 en catégorie 1.1. C'est également la septième épreuve de la Coupe de France de cyclisme sur route 2019.

## Présentation

### Équipes
Classée en catégorie 1.1 de l'UCI Europe Tour, le Tour du Finistère est par conséquent ouvert aux WorldTeams dans la limite de 50 % des équipes participantes, aux équipes continentales professionnelles, aux équipes continentales et aux équipes nationales.
Dix-sept équipes participent à la course - deux WorldTeams, douze équipes continentales professionnelles et trois équipes continentales :
| WorldTeams (2)- AG2R La Mondiale - Groupama-FDJ Équipes continentales professionnelles (12)- Total Direct Énergie - Wanty-Groupe Gobert - Euskadi Basque Country-Murias - Rally UHC Cycling - Arkéa-Samsic - Cofidis, Solutions Crédits - Androni Giocattoli-Sidermec - Delko-Marseille Provence - Israel Cycling Academy - Vital Concept-B&B Hotels - Wallonie Bruxelles - Riwal Readynez Équipes continentales (3)- Saint Michel-Auber 93 - Natura4Ever-Roubaix Lille Métropole - Tarteletto-Isorex |
| |

## Classements

### Classement final
| \| Classement général \| Classement général \| Classement général \| Classement général \| Classement général \| \| Coureur \| Coureur \| Pays \| Équipe \| Temps \| \| ------------------ \| ---------------------------- \| ------------------ \| ----------------------------- \| ------------------ \| \| 1er \| Julien Simon \| France \| Cofidis, Solutions Crédits \| 4 h 42 min 02 s \| \| 2e \| Andrea Vendrame \| Italie \| Androni Giocattoli-Sidermec \| + 0 s \| \| 3e \| Baptiste Planckaert \| Belgique \| Wallonie Bruxelles \| + 0 s \| \| 4e \| Frederik Backaert \| Belgique \| Wanty-Gobert \| + 0 s \| \| 5e \| Guillaume Martin \| France \| Wanty-Gobert \| + 3 s \| \| 6e \| Benjamin Thomas \| France \| Groupama-FDJ \| + 7 s \| \| 7e \| Óscar Rodríguez Garaicoechea \| Espagne \| Euskadi Basque Country-Murias \| + 11 s \| \| 8e \| Romain Hardy \| France \| Arkéa-Samsic \| + 11 s \| \| 9e \| Jonathan Hivert \| France \| Total Direct Énergie \| + 11 s \| \| 10e \| Dorian Godon \| France \| AG2R La Mondiale \| + 11 s \| |                              |          |                               |                 |
| |                              |          |                               |                 |
| Source : ProCyclingStats |                              |          |                               |                 |
| Classement général |                              |          |                               |                 |
| Coureur | Coureur                      | Pays     | Équipe                        | Temps           |
| 1er | Julien Simon                 | France   | Cofidis, Solutions Crédits    | 4 h 42 min 02 s |
| 2e | Andrea Vendrame              | Italie   | Androni Giocattoli-Sidermec   | + 0 s           |
| 3e | Baptiste Planckaert          | Belgique | Wallonie Bruxelles            | + 0 s           |
| 4e | Frederik Backaert            | Belgique | Wanty-Gobert                  | + 0 s           |
| 5e | Guillaume Martin             | France   | Wanty-Gobert                  | + 3 s           |
| 6e | Benjamin Thomas              | France   | Groupama-FDJ                  | + 7 s           |
| 7e | Óscar Rodríguez Garaicoechea | Espagne  | Euskadi Basque Country-Murias | + 11 s          |
| 8e | Romain Hardy                 | France   | Arkéa-Samsic                  | + 11 s          |
| 9e | Jonathan Hivert              | France   | Total Direct Énergie          | + 11 s          |
| 10e | Dorian Godon                 | France   | AG2R La Mondiale              | + 11 s          |

### UCI Europe Tour
Ce Tour du Finistère attribue des points pour l'UCI Europe Tour 2019, par équipes seulement aux coureurs des équipes continentales professionnelles et continentales, individuellement à tous les coureurs sauf ceux faisant partie d'une équipe ayant un label WorldTeam.
| Position,          | 1er | 2e | 3e | 4e | 5e | 6e | 7e | 8e | 9e | 10e | 11e | 12e | 13e à 15e | 16e à 25e |
| Classement général | 125 | 85 | 70 | 60 | 50 | 40 | 35 | 30 | 25 | 20  | 15  | 10  | 5         | 3         |